# 金澤八幡宮
金澤八幡宮（かねざわはちまんぐう）は秋田県横手市にある神社である。

## 由緒
後三年の役で奥羽を平定した河内源氏の源義家が、奥州藤原氏初代の藤原清衡に命じ京都の石清水八幡宮の八幡神を、陥落させた金沢柵跡に勧請し社殿を創建し、金澤八幡神社としたのが始まりである。江戸時代には、源義家の弟・源義光の末裔である佐竹氏が秋田藩主となったため厚く信仰され、1604年（慶長9年）以来十数回の修改築がなされている。1989年（平成元年）に金澤八幡宮と改称した。

## 祭神
八幡大神

## 祭事
- 2月
18日 - 梵天奉納･･･火伏せ祭りが起源とされる。今日では小正月行事。
- 7月
えびす俵奉納
- 9月
14日 - 祭典宵宮（奉納掛唄）･･･仙北荷方節にあわせて即興で歌をかけあう。
15日 - 祭典（奉納相撲、ささら舞）･･･ささら舞は佐竹氏家臣茂木百騎の茂木ささらの流れを汲む三頭獅子の舞。

## 文化財

### その他
- 古鏡蓋付陶製経壺（昭和27年11月1日、県指定有形文化財〔考古資料〕指定）
- 骨壺（昭和27年11月1日、県指定有形文化財〔考古資料〕指定）
- 銅製経筒（昭和27年11月1日、県指定有形文化財〔考古資料〕指定）
- 貞和の写経〔大般若波羅蜜多経478巻〕（昭和32年2月14日、県指定有形文化財〔書籍・古文書等〕指定）

## 名所・旧跡

### 境内・金沢公園
- 神馬像･･･青銅製。1936年(昭和11年)完成。太平洋戦争前中の度重なる金属類回収令による供出要請を免れた。
- 兜杉・兜八幡･･･源義家・義光兄弟を祀る。
- 兜石･･･兜八幡の傍らにある石。戦勝後の義家が凱旋の折に兜を埋めて其の上に石を置いたとされる。
- 伝兵糧倉･･･焼米が出土するといわれている。
- 景政功名塚･･･矢によって片目を射抜かれても戦ったとされる鎌倉景政由来の塚。
- 御野立所跡･･･昭和天皇が立ち寄られた。平野を一望できる。
- 納豆発祥地･･･兵糧不足に悩んだ義家軍の馬の背で大豆が発酵し納豆が誕生したという伝承がのこる。
- 金沢城跡（中世）･･･小野寺氏系・六郷氏系の各城主が居住した連郭式の山城。本丸・二ノ丸・北ノ丸・西ノ丸・武者溜ほか。昭和40年代に発掘調査を実施している。

### 周辺
- 物見山･･･斥候山とも記す。仙北平野を一望できる。頂上に矢木沢神社が鎮座する。斜面は陶窯として利用された。
- 立馬郊（平安の風わたる公園）･･･義家軍が馬を立てたという伝承。西沼に近い。
- 西沼･･･飯詰村との境にあり、飯詰側は大沼という。源義家が雁行の乱れによって伏兵のあることを知ったという伝承がのこる。
- 蛭藻沼･･･敗北した清原武衡が潜んでいたとされる沼。
- 長岡森･･･清原家衡最後の地。

## 年表
＜＞は関連事項
- 1087年（寛治元年）：金沢柵が陥落し、後三年の役が終結。
- 1093年（寛治7年）：源義家の命で藤原清衡、京都の石清水八幡宮から八幡神を勧請し、創建。
- 1602年（慶長7年）：＜佐竹義宣、秋田入封。＞
- 1868年（明治元年）3月：＜神仏分離令＞
- 1871年（明治4年）5月14日：＜社格制度制定＞
- 1989年（平成元年）：金澤八幡宮に改称。

## 交通

### バス
- 金沢公園入口　または、金沢本町（横手駅・大曲駅方面から）
  - 羽後交通

### その他
- 駐車場 : 有り